# Massif du Mont-Perdu
Pour les articles homonymes, voir Mont Perdu (homonymie).

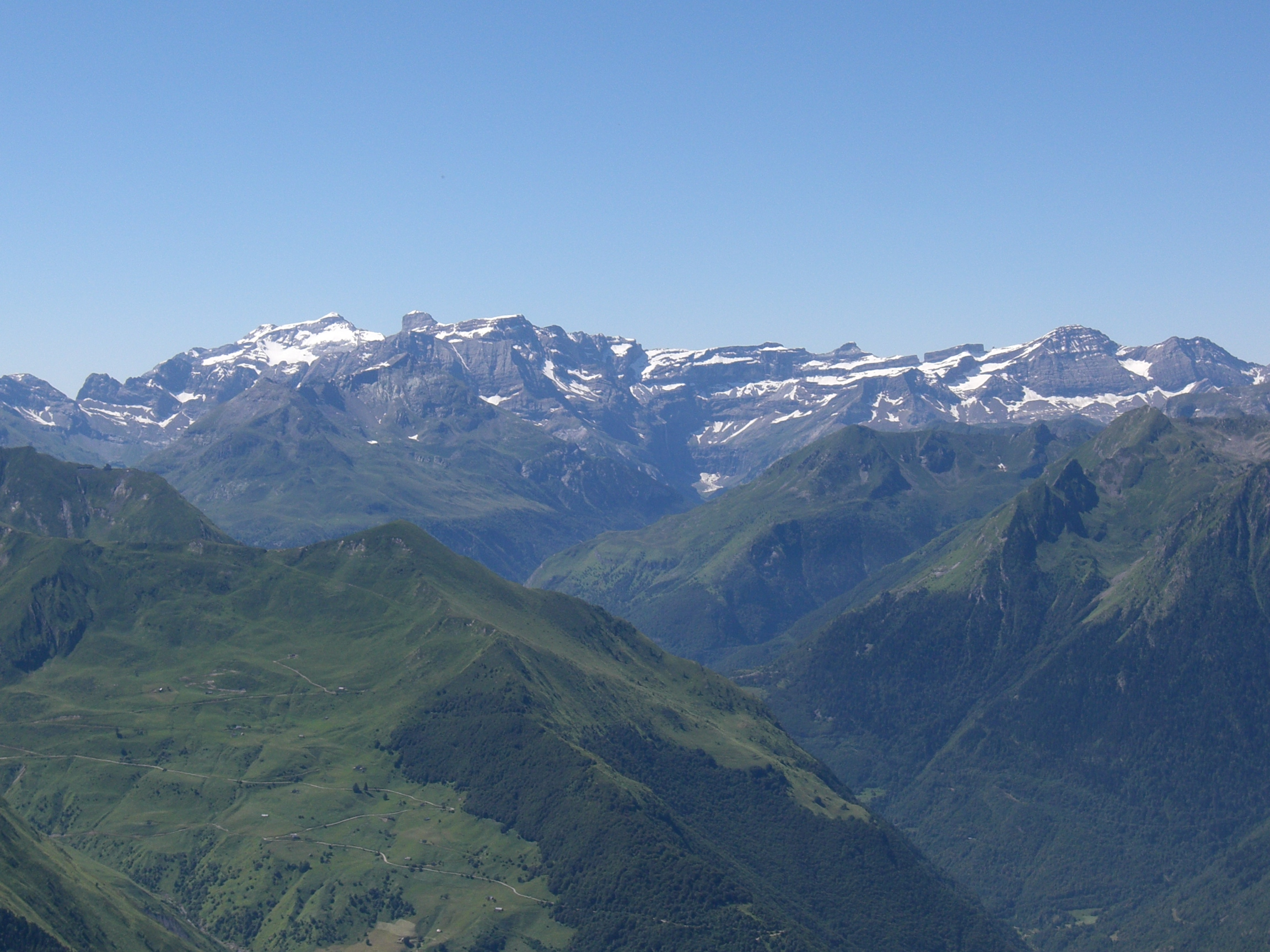
Vue générale du versant nord du massif du Mont-Perdu.

Sous le nom de massif du Mont-Perdu (en aragonais As Tres Serols ou Treserols, ce qui signifie « Les Trois Sœurs » en français), on entend généralement le « massif calcaire » des pyrénéistes constitué par le cirque de Gavarnie, ses sommets et ceux de la crête qui, au sud de la frontière, portent le sommet du mont Perdu lui-même, point culminant du massif.

## Étymologie
Le nom aragonais As Tres Serols signifie littéralement « Les Trois Sœurs » vient des trois monts les plus élevés du massif qui se trouvent à l'est de celui-ci : de l'ouest vers l'est, le cylindre du Marboré (3 325 m), le mont Perdu (3 348 m) et le soum de Ramond (3 257 m).
Le nom en français, quant à lui, se déduit directement du nom du point culminant du massif : le mont Perdu (3 348 m).

## Géographie

### Situation
- Parc national d'Ordesa et du Mont-Perdu pour le versant sud du massif calcaire.
- Cirque de Gavarnie pour le versant nord.

| Massif d'Ardiden                        |                      | Massif du Néouvielle |
| Massif de Panticosa Massif du Vignemale | massif du Mont-Perdu | Massif de la Munia   |
|                                         |                      |                      |

### Principaux sommets
Le massif du Mont-Perdu comprend d'ouest en est les sommets suivants :

#### Sommets occidentaux
- Les Tourettes, 2 633 m
- Les pics des Gabiétous, occidental 3 035 m et oriental 3 031 m
- Le pic du Taillon, 3 144 m
- Le doigt de la Fausse Brèche, 2 944 m
- La pointe Bazillac, 2 975 m
- Le pic des Sarradets 2 681 m, au nord de la crête frontière

#### Sommets ducirque de Gavarnie
- Le casque du Marboré, 3 006 m
- La tour du Marboré, 3 007 m
- L'épaule du Marboré, 3 073 m
- Le pic de la Cascade occidental, 3 095 m
- Le pic central de la Cascade ou pic Brulle, 3 106 m
- Le pic de la Cascade oriental, 3 161 m
- Le pic du Marboré, 3 248 m

#### Pics orientaux
- Le Petit Astazou, 3 012 m
- Le Grand Astazou, 3 071 m
- La crête du cirque d'Estaubé : les pic de Tuquerouye (2 819 m), pic rouge de Pailla (2 779 m), pic de Pinède (2 860 m), pic du Piméné (2 801 m)
- Le cylindre du Marboré, 3 325 m
- Le mont Perdu, 3 348 m
- Le soum de Ramond (aussi, pico de Añisclo, en espagnol), 3 257 m

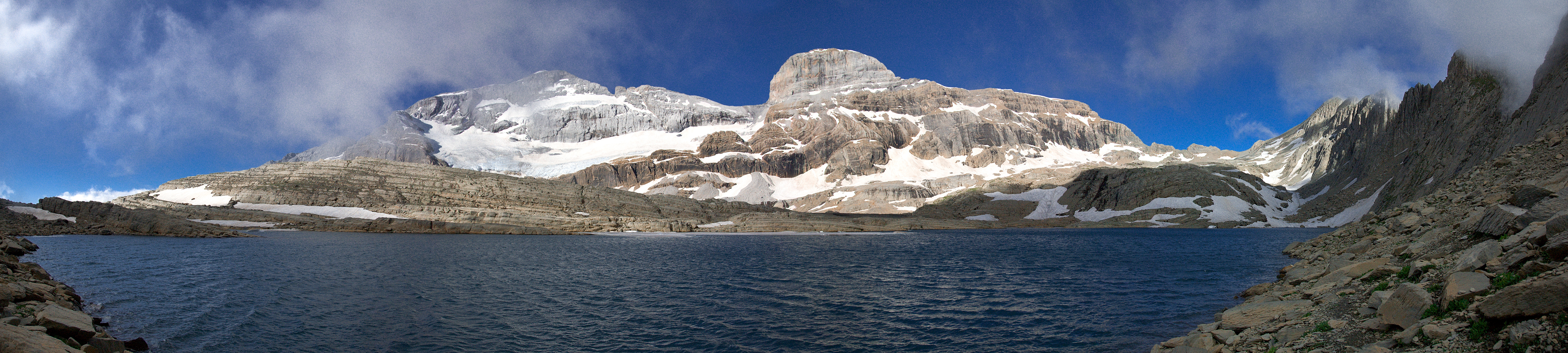
Le lac glacé du Marboré, les pics orientaux et plus hauts sommets du massif du Mont-Perdu (vus du nord, d'est en ouest) : le mont Perdu (3348 m) et le cylindre du Marboré (3325 m).

- Le pic Baudrimont NW (Mallo de Tormosa (an), en espagnol), 3 048 m
- Le pic Baudrimont SE, 3 023 m
- La punta de las Olas, 3 022 m